# Emmanuíl Karalís
Emmanuíl Karalís (en griego: Εμμανουήλ Καραλής, La Canea, 20 de octubre de 1999) es un deportista griego que compite en atletismo, especialista en la prueba de salto con pértiga.
Participó en dos Juegos Olímpicos de Verano, obteniendo una medalla de bronce en París 2024, en la prueba de salto con pértiga, y el cuarto lugar en Tokio 2020.
Ganó dos medallas en el Campeonato Mundial de Atletismo en Pista Cubierta, en los años 2024 y 2025, una medalla de plata en el Campeonato Europeo de Atletismo de 2024 y dos medallas en el Campeonato Europeo de Atletismo en Pista Cubierta, en los años 2023 y 2025.
En los Juegos Europeos de Cracovia 2023 consiguió una medalla de plata en su especialidad.

## Palmarés internacional
| Juegos Olímpicos                     | Juegos Olímpicos         | Juegos Olímpicos  | Juegos Olímpicos  |
| Año                                  | Lugar                    | Medalla           | Prueba            |
| ------------------------------------ | ------------------------ | ----------------- | ----------------- |
| 2024                                 | París (Francia)          | Medalla de bronce | Salto con pértiga |
| Campeonato Mundial en Pista Cubierta |                          |                   |                   |
| Año                                  | Lugar                    | Medalla           | Prueba            |
| 2024                                 | Glasgow (Reino Unido)    | Medalla de bronce | Salto con pértiga |
| 2025                                 | Nankín (China)           | Medalla de plata  | Salto con pértiga |
| Juegos Europeos                      |                          |                   |                   |
| Año                                  | Lugar                    | Medalla           | Prueba            |
| 2023                                 | Chorzów (Polonia)        | Medalla de plata  | Salto con pértiga |
| Campeonato Europeo                   |                          |                   |                   |
| Año                                  | Lugar                    | Medalla           | Prueba            |
| 2024                                 | Roma (Italia)            | Medalla de plata  | Salto con pértiga |
| Campeonato Europeo en Pista Cubierta |                          |                   |                   |
| Año                                  | Lugar                    | Medalla           | Prueba            |
| 2023                                 | Estambul (Turquía)       | Medalla de plata  | Salto con pértiga |
| 2025                                 | Apeldoorn (Países Bajos) | Medalla de oro    | Salto con pértiga |